# Immobilizzazione
Un'immobilizzazione  in economia indica quel bene che, all'interno dell'impresa, non esaurisce la sua utilità in un solo esercizio ma manifesta benefici economici in un arco temporale di più esercizi (sono anche indicati infatti come "fattori produttivi a fecondità ripetuta"). Ad esempio: un macchinario, un automezzo, una licenza, un brevetto, una partecipazione (se ha durata di molti esercizi altrimenti questa viene iscritta nell'attivo circolante), un titolo di credito, rappresentano beni destinati a restare all'interno dell'impresa per lunghi periodi.

## Descrizione
Le immobilizzazioni si suddividono in:
- Immobilizzazioni tecniche:
- Immobilizzazioni immateriali
- Immobilizzazioni materiali;
- Immobilizzazioni finanziarie.

Proprio per la loro caratteristica di entrare a far parte della vita dell'azienda per due o più esercizi, il loro costo va ripartito tra tutti gli esercizi nei quali l'immobilizzazione cede la propria utilità (non sarebbe infatti corretto, secondo il principio di competenza sancito nel Codice Civile, imputare il costo d'acquisto - che comprende anche gli eventuali costi di trasporto e gli altri costi da sostenere per rendere operativa l'immobilizzazione - unicamente al Conto economico dell'esercizio nel quale essa viene acquistata, dato che contribuisce alla formazione del reddito non solo di quell'esercizio, ma anche dei successivi).
Rientrano in questa categoria tutti quei beni del "capitale fisso" (esempio: i fabbricati, le macchine, gli impianti, i mobili eccetera).
Si tratta quindi di stabilire un piano di ammortamento che prevede di capitalizzare il costo di acquisto (iscriverlo cioè nell'attivo dello stato patrimoniale; v. costi capitalizzati) e ripartire detto costo tra gli esercizi nei quali si pensa di poter/voler utilizzare l'immobilizzazione.

### Immobilizzazione immateriale
Le immobilizzazioni immateriali sono un particolare tipo di immobilizzazioni, costituite da beni non tangibili che hanno un'utilità pluriennale. Vengono definite nel primo comma dell'articolo 2424 - bis del codice civile come degli elementi patrimoniali ad utilizzo durevole.
Le immobilizzazioni immateriali hanno particolare rilevanza nella tecnica contabile, in quanto devono essere valutati secondo alcuni criteri di valutazione.
Nell'ordinamento italiano sono immobilizzazioni immateriali (ai sensi dell'articolo 2424 del codice civile, che prevede lo stato patrimoniale): 
- costi di impianto e di ampliamento;
- costi di ricerca, di sviluppo e di pubblicità;
- diritti di brevetto industriale e diritti di utilizzazione delle opere dell'ingegno;
- concessione, licenze, marchi e diritti simili;
- avviamento;
- immobilizzazioni in corso e acconti;
- altre.

Le immobilizzazioni immateriali hanno un utilizzo limitato nel tempo e devono essere ammortizzate annualmente; il costo dovrà essere iscritto nel conto economico alla voce B.10.a. La loro svalutazione (articolo 2426 c.c., comma 1, numero 3), dovranno essere indicate nella voce B.10.c del conto economico.

### Immobilizzazione materiale
Le immobilizzazioni materiali sono beni di uso durevole destinati a concorrere all'attività produttiva dell'impresa per un periodo superiore ad un esercizio.
Le immobilizzazioni materiali rappresentano costi comuni a più esercizi, che concorrono ad un processo produttivo pluriennale.
Tale caratteristica non dipende dal bene, ma dalla destinazione che gli viene attribuita. L'imputazione a conto economico dei costi relativi alle immobilizzazioni materiali avviene gradualmente tramite le quote di ammortamento.
Le immobilizzazioni materiali possono essere oggetto di rivalutazioni monetarie (Legge n. 72/1983, art. 10)

### Immobilizzazione finanziaria
Le immobilizzazioni finanziarie si suddividono in due categorie:
1. Partecipazioni non temporanee;
2. Prestiti a medio/lungo termine.

L'acquisizione di partecipazioni da parte di un'impresa può rispondere a due esigenze:
- L'investimento puramente finanziario di un eccesso di liquidità, che rientra nel patrimonio accessorio;
- L'impostazione di un piano di integrazione aziendale, che rientra invece negli investimenti di patrimonio produttivo.